# Campeonato da Europa de Atletismo de 2018 - 800 m feminino
A prova dos 800 metros feminino do Campeonato da Europa de Atletismo de 2018 foi disputada entre os dias 7 e 10 de agosto de 2018 no Estádio Olímpico de Berlim em Berlim,  na Alemanha. 

## Recordes
Antes desta competição, os recordes mundiais e do campeonato nesta prova eram os seguintes:
|                       | Nome                  | Nacionalidade   | Tempo    | Local   | Data                  |
| --------------------- | --------------------- | --------------- | -------- | ------- | --------------------- |
| Recorde mundial       | Jarmila Kratochvílová | Tchecoslováquia | 1m53s 28 | Munique | 26 de julho de 1983   |
| Recorde do campeonato | Olga Mineyeva         | União Soviética | 1m55s 41 | Atenas  | 8 de setembro de 1982 |
| Recorde europeu       | Jarmila Kratochvílová | Tchecoslováquia | 1m53s 28 | Munique | 26 de julho de 1983   |

## Medalhistas
| Ouro                      | Prata                | Bronze              |
| Nataliya Pryshchepa (UKR) | Rénelle Lamote (FRA) | Olha Lyakhova (UKR) |

## Cronograma
Todos os horários são locais (UTC+2).
| Data         | Hora  | Evento    |
| ------------ | ----- | --------- |
| 7 de agosto  | 11:05 | Bateria   |
| 8 de agosto  | 19:55 | Semifinal |
| 10 de agosto | 21:20 | Final     |

## Resultados

### Bateria
Qualificação: 3 atletas de cada bateria  (Q) mais os 4 melhores qualificados (q). 
| Posição | Bateria | Raia | Atleta                  | Nacionalidade | Tempo   | Notas                |
| ------- | ------- | ---- | ----------------------- | ------------- | ------- | -------------------- |
| 1       | 1       | 4    | Olha Lyakhova           | Ucrânia       | 2:00.26 | Q,                   |
| 2       | 1       | 8    | Lynsey Sharp            | Grã-Bretanha  | 2:00.32 | Q                    |
| 3       | 1       | 7    | Selina Büchel           | Suíça         | 2:00.42 | Q,                   |
| 4       | 1       | 6    | Angelika Cichocka       | Polónia       | 2:01.01 | q,                   |
| 5       | 4       | 3    | Hanna Hermansson        | Suécia        | 2:01.33 | Q                    |
| 6       | 4       | 4    | Rénelle Lamote          | França        | 2:01.34 | Q                    |
| 7       | 4       | 5    | Christina Hering        | Alemanha      | 2:01.57 | Q                    |
| 8       | 4       | 6    | Anna Sabat              | Polónia       | 2:01.67 | q                    |
| 9       | 2       | 2    | Adelle Tracey           | Grã-Bretanha  | 2:01.91 | Q                    |
| 10      | 2       | 5    | Charline Mathias        | Luxemburgo    | 2:02.08 | Q                    |
| 11      | 4       | 7    | Aníta Hinriksdóttir     | Islândia      | 2:02.15 | q                    |
| 12      | 4       | 8    | Eglė Balčiūnaitė        | Lituânia      | 2:02.18 | q,                   |
| 13      | 2       | 4    | Lore Hoffmann           | Suíça         | 2:02.23 | Q,                   |
| 14      | 2       | 3    | Cynthia Anaïs           | França        | 2:02.27 |                      |
| 15      | 1       | 2    | Yusneysi Santiusti      | Itália        | 2:02.46 |                      |
| 16      | 4       | 2    | Gabriela Gajanová       | Eslováquia    | 2:02.57 |                      |
| 17      | 4       | 1    | Sara Kuivisto           | Finlândia     | 2:02.62 |                      |
| 18      | 2       | 8    | Sanne Verstegen         | Países Baixos | 2:02.72 |                      |
| 19      | 2       | 7    | Elena Bellò             | Itália        | 2:02.77 |                      |
| 20      | 1       | 3    | Síofra Cléirigh Büttner | Irlanda       | 2:02.80 |                      |
| 21      | 1       | 5    | Natalia Evangelidou     | Chipre        | 2:03.38 |                      |
| 22      | 1       | 1    | Bianka Kéri             | Hungria       | 2:03.44 | Recorde da temporada |
| 23      | 3       | 3    | Nataliya Pryshchepa     | Ucrânia       | 2:04.07 | Q                    |
| 24      | 3       | 1    | Shelayna Oskan-Clarke   | Grã-Bretanha  | 2:04.08 | Q                    |
| 25      | 2       | 1    | Claire Mooney           | Irlanda       | 2:04.26 |                      |
| 26      | 3       | 8    | Lovisa Lindh            | Suécia        | 2:04.28 | Q                    |
| 27      | 3       | 7    | Claudia Saunders        | França        | 2:04.46 |                      |
| 28      | 3       | 2    | Daryia Barysevich       | Bielorrússia  | 2:04.65 |                      |
| 29      | 3       | 5    | Līga Velvere            | Letônia       | 2:05.13 |                      |
| 30      | 3       | 6    | Yngvild Elvemo          | Noruega       | 2:05.79 |                      |
| 31      | 4       | 8    | Gresa Bakrraqi          | Kosovo        | 2:14.22 |                      |
| 32      | 3       | 4    | Renée Eykens            | Bélgica       | 2:56.24 |                      |
| 33      | 2       | 6    | Hedda Hynne             | Noruega       | DNS     |                      |

### Semifinal

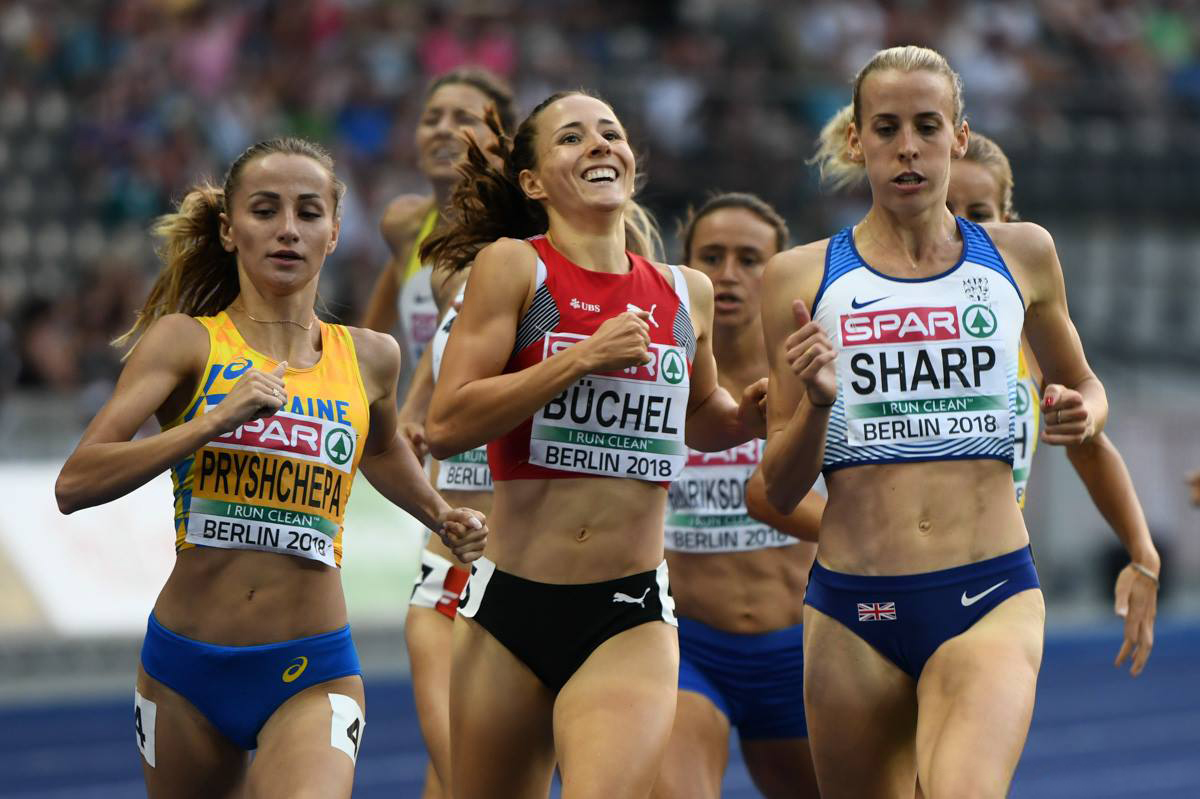
Semifinal 1

Qualificação: 3 atletas de cada bateria  (Q) mais os  2 melhores qualificados (q). 
| Posição | Bateria | Raia | Atleta                | Nacionalidade | Tempo   | Notas                |
| ------- | ------- | ---- | --------------------- | ------------- | ------- | -------------------- |
| 1       | 2       | 5    | Rénelle Lamote        | França        | 1:59.44 | Q                    |
| 2       | 2       | 7    | Adelle Tracey         | Grã-Bretanha  | 1:59.86 | Q,                   |
| 3       | 2       | 8    | Anna Sabat            | Polónia       | 2:00.32 | Q,                   |
| 4       | 2       | 3    | Shelayna Oskan-Clarke | Grã-Bretanha  | 2:00.39 | q,                   |
| 5       | 2       | 4    | Olha Lyakhova         | Ucrânia       | 2:00.47 | q                    |
| 6       | 2       | 1    | Hanna Hermansson      | Suécia        | 2:00.52 | Recorde da temporada |
| 7       | 2       | 2    | Lore Hoffmann         | Suíça         | 2:01.67 | Recorde pessoal      |
| 8       | 2       | 6    | Charline Mathias      | Luxemburgo    | 2:02.01 |                      |
| 9       | 1       | 4    | Nataliya Pryshchepa   | Ucrânia       | 2:02.71 | Q                    |
| 10      | 1       | 3    | Lynsey Sharp          | Grã-Bretanha  | 2:02.73 | Q                    |
| 11      | 1       | 5    | Selina Büchel         | Suíça         | 2:02.84 | Q                    |
| 12      | 1       | 7    | Angelika Cichocka     | Polónia       | 2:03.14 |                      |
| 13      | 1       | 1    | Lovisa Lindh          | Suécia        | 2:03.25 | qR                   |
| 14      | 1       | 6    | Christina Hering      | Alemanha      | 2:04.04 |                      |
| 15      | 1       | 2    | Eglė Balčiūnaitė      | Lituânia      | 2:04.60 |                      |
| 16      | 1       | 8    | Aníta Hinriksdóttir   | Islândia      | DSQ     | 163.2 (b)            |

### Final

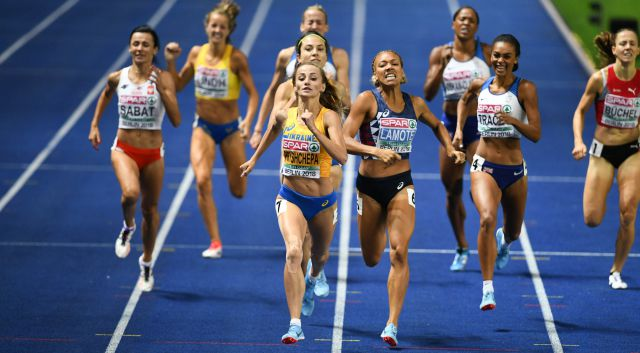
O final da final

| Posição           | Raia | Atleta                | Nacionalidade | Tempo   | Notas                |
| ----------------- | ---- | --------------------- | ------------- | ------- | -------------------- |
| Medalha de ouro   | 7    | Nataliya Pryshchepa   | Ucrânia       | 2:00.38 |                      |
| Medalha de prata  | 6    | Rénelle Lamote        | França        | 2:00.62 |                      |
| Medalha de bronze | 8    | Olha Lyakhova         | Ucrânia       | 2:00.79 |                      |
| 4                 | 4    | Adelle Tracey         | Grã-Bretanha  | 2:00.86 |                      |
| 5                 | 8    | Anna Sabat            | Polónia       | 2:01.26 |                      |
| 6                 | 2    | Lynsey Sharp          | Grã-Bretanha  | 2:01.83 |                      |
| 7                 | 1    | Selina Büchel         | Suíça         | 2:02.05 |                      |
| 8                 | 3    | Shelayna Oskan-Clarke | Grã-Bretanha  | 2:02.26 |                      |
| 9                 | 8    | Lovisa Lindh          | Suécia        | 2:02.36 | Recorde da temporada |

Legenda
| Recorde mundial       | Recorde mundial (World record)               |                       | Recorde africano                      | Recorde africano (African) |                                           | Q | Classificado por posição (Qualified) |
| Recorde do campeonato | Recorde do campeonato (Championship record)  | Recorde da América    | Recorde da América (Americas)         | q                          | Classificado por melhor tempo (Qualified) |   |                                      |
| Melhor marca do ano   | Melhor marca do ano (World leading)          | Recorde asiático      | Recorde asiático (Asian)              | DNS                        | Não largou (Did not start)                |   |                                      |
| Recorde nacional      | Recorde nacional (National record)           | Recorde europeu       | Recorde europeu (European)            | DNF                        | Não terminou (Did not finish)             |   |                                      |
| Recorde pessoal       | Recorde pessoal do atleta (Personal best)    | Recorde da Oceania    | Recorde da Oceania (Oceania)          | DSQ / DQ                   | Desclassificado (Disqualified)            |   |                                      |
| Recorde da temporada  | Recorde da temporada do atleta (Season best) | Recorde sul-americano | Recorde sul-americano (South America) | NM                         | Sem marca (No mark)                       |   |                                      |